# اندیس قلعه گل گز
قلعه گل گز یک اندیس فلزی است که در حوالی شهر پرنگ استان خراسان قرار دارد و مادهٔ معدنی موجود در آن، مس است.سنگ میزبان این اندیس سنگهای الترا بازیک است  در این اندیس، پاراژنز‌های کرومیت یافت می‌شوند.